# Oratorio di San Vitale
L'oratorio di San Vitale è situato ad Arogno, a nord-ovest del villaggio. 

## Descrizione
Le prime tracce documentate dell'oratorio risalgono agli anni 780 e 810. 
L'edificio è a pianta rettangolare, con un portico sorretto da pilastri. La parete sud è romanica, caratterizzata da una monofora; sulla parete esterna dell'abside è presente un affresco raffigurante di san Vitale.
Il coro fu edificato successivamente, dopo il 1600 e prima del 1620; altri rifacimenti sono di epoca barocca.

### Interno
L'interno custodisce un altare seicentesco in stucco con pala della Madonna del Rosario coi santi Domenico di Guzmán e Vitale, dell'inizio del Seicento (ora restaurata ed esposta nella chiesa parrocchiale).